# Болдырев, Иван Васильевич
Бо́лдырев, Ива́н Васи́льевич (9 сентября 1850, станица Терновская, область Войска Донского, Российская империя — ? (предположительно после 1917 года) — русский фотограф и изобретатель.

## Биография
Родился в станице Терновской (ныне Цимлянского района Ростовской области) в семье донского казака.
В августе 1869 года уезжает в Новочеркасск, где поступает учеником к фотохудожнику Черепахину Елисею Григорьевичу.
В 1874 году Болдырев переезжает в Санкт-Петербург, поступает на службу в фотоателье Лоренца и начинает посещать слушателем в Императорскую Академию художеств. Но через год возвращается на родину.
Все лето 1875 года путешествует с фотоаппаратом по станицам Цимлянской, Кумшацкой, Есауловской, запечатлевая жизнь донских казаков.
Вернувшись в Санкт-Петербург, Болдырев привез с собой два альбома снимков, этнографическую и художественную ценность которых высоко отметили специалисты и любители искусства. Позже, один альбом приобрела Императорская Публичная библиотека, другой — Русское географическое общество.
В 1878 году Болдырев сообщает Русскому техническому обществу об изобретении короткофокусного объектива. Позже, в павильоне фотохудожника Деньера, в присутствии Менделеева Д. И. и других ученых, объектив был испытан. Подобный объектив позволял передавать не только линейную, но и воздушную перспективу при осуществлении портретной групповой съемки. Снимок полученный объективом был высоко оценен и Болдыреву посоветовали взять на изобретение привилегию (дореволюционное название патента), но Болдырев отказался, так как не имел возможности внести положенные в таком случае 150 рублей. Также, из-за отказа чиновников, изобретение так и не попало на международную выставку в Париже.
Болдырев является автором первого образца смоловидной эластичной пленки, которая с успехом демонстрировалась на Всероссийской выставке в Москве в 1882 году.
В 1889 году Болдырев сконструировал и предложил оригинальные конструкции точнодействующего моментального фотозатвора для объектива, который на заседании Русского технического общества был признан самым лучшим, среди всех имевшихся в продаже в то время.

## Оценка деятельности
Русский критик Стасов В. В. так отозвался о фотоработах Болдырева:

Многие из этих групп являются настоящими «бытовыми картинами» в малых размерах, точно созданными талантливым художником.